# Dick Spring
Richard (Dick) Spring, irl. Risteard Mac An Earraigh (ur. 29 sierpnia 1950 w Tralee) – irlandzki polityk i prawnik, działacz Partii Pracy i lider tego ugrupowania w latach 1982–1997, długoletni parlamentarzysta, minister i tánaiste.

## Życiorys
W latach 70. trenował futbol gaelicki i hurling, a także rugby union, uzyskując trzykrotnie powołanie do kadry narodowej. Studiował prawo w Trinity College w Dublinie, następnie kształcił się w szkolącej prawników instytucji King’s Inns. Praktykował jako adwokat (barrister). Zaangażował się w działalność polityczną w ramach Partii Pracy. W 1979 zasiadł w radzie hrabstwa Kerry.
W 1981 po raz pierwszy został wybrany do Dáil Éireann w okręgu Kerry North, z którego do tej pory posłował jego ojciec Dan Spring. Z powodzeniem ubiegał się o reelekcję w wyborach w lutym 1982, listopadzie 1982, 1987, 1989, 1992 i 1997. Na początku lat 80. pełnił funkcję ministra stanu (niewchodzącego w skład gabinetu) w departamencie sprawiedliwości. W listopadzie 1982 został nowym liderem Partii Pracy, ugrupowaniem tym kierował nieprzerwanie do listopada 1997.
Trzykrotnie sprawował urząd wicepremiera (tánaiste) w koalicyjnych gabinetach – od grudnia 1982 do stycznia 1987, od stycznia 1993 do listopada 1994 i od grudnia 1994 do czerwca 1997. Był jednocześnie ministrem środowiska (od grudnia 1982 do grudnia 1983), ministrem do spraw energii (od grudnia 1983 do stycznia 1987) oraz ministrem spraw zagranicznych (od stycznia 1993 do listopada 1994 i od grudnia 1994 do czerwca 1997).
W 2002 nie utrzymał mandatu deputowanego i wycofał się z działalności politycznej. Został później dyrektorem w Allied Irish Banks.